# Elfenbenslav
Elfenbenslav (Heterodermia speciosa) är en lav med en karaktäristisk elfenbensvit till ljusgrå färg, bladlik bål och rikt förgrenade lober. Den kan nå en storlek på 10 centimeter.

## Utbredning
Elfenbenslav förekommer i tropiska till borela regioner världen över, men den är sällsynt i Norden. I Sverige var den upptagen som starkt hotad i 2005 års rödlista och i 2010 års rödlista anges den som sårbar.

## Ekologi
Elfenbenslav växer på klippor och klippblock i mossiga och skuggiga bergsbranter, ibland även nedtill på stammen av lövträd. Den vill inte ha direkt solljus, men växer inte heller i den djupaste skuggan. Luftfuktigheten på växtplatsen ska vara hög och jämn och företrädesvis växter den på ytor som är exponerade i sydlig eller sydvästlig riktning. Laven är sårbar för förändringar i sin miljö, missgynnande åtgärder som kan hota dess bestånd på en växtplats är till exempel nedhuggning av träd, eftersom det minskar beskuggningen och ökar lavens utsatthet för solljus. Även utdikning missgynnar arten, eftersom det bidrar till att det blir torrare.